# Almere
Almere [ɑlˈmeːrə]ⓘ es un municipio situado en el centro de los Países Bajos, en Flevoland, con una población de 217.669 habitantes en 2021. Es un municipio de nueva creación, formado a partir de 1975 en los territorios ganados al IJsselmeer. La primera construcción de la ciudad data del año 1976.

## Información general
El municipio de Almere consta de cinco núcleos: Almere Haven (la parte antigua de la ciudad), Almere Stad, Almere Buiten, Almere Hout (urbanización a las afueras del municipio) y Almere Poort. Por población es el primer municipio de Flevoland.
Las estaciones de tren que tiene Almere, desde el suroeste hasta el noreste, son:
- Almere Strand (únicamente se abre esta estación para eventos especiales que acontezcan en la playa que está cerca de la estación)
- Almere Poort (inaugurada en 2012)
- Almere Muziekwijk
- Almere Centrum (Almere Centro)
- Almere Parkwijk
- Almere Buiten
- Almere Oostvaarders

Almere dispone de una red de autobuses llamada allGo.
Almere es conocida por sus edificios singulares y su moderna arquitectura.

## Historia
Después de la Segunda Guerra Mundial, se necesitaban viviendas para la creciente población de Ámsterdam y se planificaron dos pueblos en los polders y Zuidelijk Oostelijk. La ciudad se convirtió en Oostelijk Flevoland Lelystad. En la década de 1970 se convirtió en Almere, llamado así por el lago Almere. La primera casa en Almere se terminó en 1976. En ese momento la ciudad todavía estaba controlada por el Openbaar lichaam Zuidelijke IJsselmeerpolders (Z.IJ.P.). En 1984 se convirtió en un municipio oficial de Almere. Originalmente, Almere fue concebido como una ciudad con múltiples centros. Esta idea fue más tarde abandonada en favor de permitir a barrios como Tussen de Vaarten que se construyeran. Hay una diferencia entre la forma de las casas más antiguas y las más nuevas de la ciudad. El plan de vivienda en Almere en la década de 1970 fue la funcionalidad básica y una estabilización de la situación social. Sin embargo, a partir de la década de 1990 fueron construidas viviendas exclusivas con diseños llamativos (por ejemplo, en el Regenboogbuurt). Hoy en día Almere es la ciudad que más rápidamente crece en Europa, transformándose, en tan solo 45 años, en la séptima ciudad más grande de Holanda.

## Geografía
Almere se encuentra en el sur de Flevoland (holandés: Zuidelijk Flevoland). Es el municipio más occidental de la provincia de Flevoland. Limita con el lago Marken en el oeste y el norte, Lelystad, en el noreste, Zeewolde en el este, y el lago Gooi en el sur.
Debido a su cercanía con Ámsterdam, muchos de los habitantes trabajan en la capital pero viven en Almere, porque la vida es mucho menos costosa.

## Deportes
El club de fútbol local, Almere City FC, milita en la primera división del fútbol neerlandés. Disputa sus encuentros de local en el Yanmar Stadion, cuyo aforo es de 4.501 espectadores.

## Transporte
En Almere hay carriles separados para bicicletas, coches y autobuses. Almere está conectado con las autopistas A6 y la A27.

### Ferrocarril
En 1987 Almere se conectó a la red ferroviaria nacional con la Flevolijn ya completada que conecta Weesp a Lelystad Centrum. Almere tiene actualmente seis estaciones de tren:
- Almere Poort (inaugurado en 2012)
- Almere Muziekwijk (inaugurado en 1987)
- Almere Centrum (inaugurado en 1987)
- Almere Parkwijk (abrió el 1 de febrero de 1996)
- Almere Buiten (inaugurado en 1987)
- Almere Oostvaarders (inaugurado en 2004)

## Autobuses públicos
En Almere hay 10 líneas de autobús que dan servicio a la zona urbana:
- 22	Almere: Estación Buiten - Molenbuurt - De Vaart
- 24	Almere: Estación Poort - Duin
- M1	Almere: Estación Centrum - 't Oor - Almere Haven
- M2	Almere: Estación Centrum - Waterwijk - Molenbuurt - Estación Buiten - Seizoenenbuurt - Estación Oostvaarders - Stripheldenbuurt
- M3	Almere: Estación Centrum - Kruidenwijk - Muziekwijk-Norte - Estación Muziekwijk
- M4	Almere: Estación Centrum - Estación Muziekwijk - Literatuurwijk - Middenkant - Homeruskwartier - Estación Poort
- M5	Almere: Estación Centrum - Filmwijk - Danswijk - Estación Parkwijk
- M6	Almere: Estación Centrum - Kruidenwijk - Noorderplassen
- M7	Almere: Estación Centrum - Filmwijk - Estación Parkwijk - Tussen de Vaarten - Estación Buiten - Regenboogbuurt - Estación Oostvaarders
- M8	Almere: Estación Centrum - Filmwijk - Estación Parkwijk - Tussen de Vaarten - Sallandsekant - Nobelhorst

La mayoría de los autobuses salen aproximadamente cada 7,5 minutos (8 veces cada hora). La empresa de autobuses que se llama Keolis y el nombre del sistema local de autobuses se llama allGo, propiedad de Keolis. En los autobuses se puede utilizar el chip de la tarjeta nacional de transporte (tarjeta inteligente), suscripciones o mediante billetes de autobús de allGo.
Además de las líneas de autobuses locales que hay líneas de autobuses regionales como Naarden Bussum (151), Hilversum (156), Zeewolde y Harderwijk (159), Nijkerk (160), Ámsterdam Amstel (322 y 327) y Ámsterdam Bijlmer de Ámsterdam y Holendrecht (328).
En Adiciones a las líneas de autobuses regionales, hay spitsbusses (autobuses que solo funcionan durante las horas punta) a Utrecht (150), Ámsterdam (153 y 155), Amstelveen y Schiphol (215 y 216).
Desde abril de 2012 una nueva línea de autobús en hora punta 150, une Utrecht a Almere y se conecta directamente con la zona de la Universidad de Utrecht llamada De Uithof,(Esto se hizo anteriormente por el ex línea de autobús 700).

## Ciudad
El centro de la ciudad tiene muchas tiendas y tiene como finalidad ser un centro comercial al aire libre, rodeado de calles peatonales.

### Almere Haven
Es de 1976, la parte más vieja de Almere. Aunque Almere Haven no tiene red de ferrocarril propia, está bastante bien conectada con Ámsterdam y con el resto de Almere gracias a su red de autobuses.
Almere Haven dispone de un pequeño puerto desde donde salen ferris turísticos que comunican Almere con el resto del territorio neerlandés. Existen grandes extensiones de árboles que proliferan gracias a la humedad del terreno. Entre los más importantes de Almere destacan los parques de Het Beginbos y Waterlandsebos.
El rasgo más caractertistico de Almere es su arquitectura. El objetivo de la ciudad era convertirse en un modelo a seguir para las demás ciudades de nueva construcción.

## Educación

### Het Baken Park Lyceum
Se trata del instituto de educación secundaria de la ciudad. El edificio que acoge este centro está a la vanguardia de la arquitectura, acorde con la ciudad. Siguiendo el modelo de un típico High School americano, el edificio dispone incluso de pantallas en los pasillos que indican a los alumnos las clases a las que han de acudir.
Fue sede este mismo año de uno de los múltiples proyectos de intercambio cultural que realiza la Unión Europea por medio de becas Comenius a más de 100 alumnos (de entre 15 y 18 años) de España, Francia, Italia, Polonia y por supuesto Holanda. El particular objetivo de este intercambio cultural fue la necesidad de un debate entre los europeos sobre diversos temas como inmigración, educación, drogas, homosexuales, etc.
El campus de esta escuela dispone también de varios edificios dedicados a la educación primaria e infantil.

### Almere International School
En Almere hay una escuela internacional, que ofrece desde la primaria hasta el bachillerato en inglés. Incluye el sistema de Bachillerato Internacional (I.B. por sus siglas en inglés) y acoge cada año alumnos de diferentes lugares del mundo que no han tenido la oportunidad de aprender el idioma local o alumnos holandeses que buscan una educación internacional.

## Turismo
La ciudad de Almere es una ciudad muy moderna y atractiva para visitar, ya que a pesar de ser una ciudad nueva, cuenta con varios atractivos. Destacar que, debido a su ubicación muy cercana a Ámsterdam, puedes desplazarte con gran facilidad y conocer desde allí los Países Bajos.
Almere ofrece a sus visitantes gran variedad de actividades para la diversión como el festival de música junto al mar de Heneken, el festival de teatro y el festival del puerto de Almere. Asimismo se puede disfrutar de actividades deportivas como el Triatlón de Almere y el campeonato mundial de botes de motor; en sus playas se realizan actividades como el buceo, la navegación y el avistamiento de aves. También cuenta con senderos peatonales y para ciclistas.
Algunos lugares interesantes que se pueden visitar en esta ciudad son:
Una biblioteca moderna de arquitectura muy interesante.
Teatro y centro cultural De Kunstline Almere: Diseñado por Kazuyo Sejima – Ryue Nishizawa / SANAA.
Facilitair Bedrijf Welldent B.V. Un edificio de departamentos de una arquitectura muy interesante.
Lumiére park: Un parque ideal para dar un paseo, andar en bicicleta o simplemente pasar el rato.
Estación Central de Almere: Es la estación de ferrocarril central que comunica Almere con cualquier parte de Holanda.

## Personas destacadas
- Ali B (16 de octubre de 1981), Cantante de rap, presentador de televisión, dueño del sello de música.
- Danny Holla (31 de diciembre de 1987), futbolista.
- Hedwiges Maduro (14 de febrero de 1985), futbolista.
- Yfke Sturm (19 de noviembre de 1981), modelo internacional.
- Danny Masseling, También conocido como Angerfist (20 de junio de 1981), productor de hardcore y DJ.
- Jörgen Raymann, presentador de televisión.
- Quinty Trustfull, presentadora de televisión.
- Sergiño Dest (3 de noviembre de 2000), futbolista.

## Ciudades hermanadas
- Aalborg, Jutlandia Septentrional, Dinamarca.
- České Budějovice, Bohemia Meridional, República Checa.
- Dmítrov, Central, Rusia.
- Haapsalu, Lääne, Estonia.
- Kumasi, Ashanti, Ghana.
- Lancaster, Inglaterra, Reino Unido.
- Milton Keynes, Inglaterra, Reino Unido.
- Rendsburg, Schleswig-Holstein Alemania.
- Puerto Sudán, Mar Rojo, Sudán (desde 1986).
- Tainan, Taiwán (desde 2009).
- Växjö, Kronoberg, Suecia.
- Yaroslavl, Central, Rusia.